# Hannu Hoskonen
Hannu Hoskonen, född 23 augusti 1957 i Ilomants, är en finländsk politiker (Centern). Han har varit ledamot av Finlands riksdag 2003–2011 och sedan 2015. Han är skogsbruksingenjör.
Hoskonen gjorde comeback i riksdagsvalet i Finland 2015 med 6 633 röster från Savolax-Karelens valkrets.

## Utmärkelser
- Riddartecknet av Finlands Vita Ros’ orden,  6 december 2011[3]
- Riddartecknet av I klass av Finlands Vita Ros’ orden,  6 december 2024[4]

[Redigera Wikidata]